# Paida pulchra
Paida pulchra là một loài bướm đêm trong họ Noctuidae.